# Извержение Семеру (2021)
Извержение вулкана Семеру — взрывное извержение вулкана, расположенного на острове Ява, Индонезия. Началось 4 декабря 2021 года. В результате извержения были эвакуированы 10 655 человек, погибло не менее 57 человек, 169 ранены, ещё 23 числятся пропавшими без вести. В ходе извержения также было разрушено 5205 жилых домов и несколько общественных зданий.

## Предыстория
Семеру — один из самых активных вулканов Индонезии. Высота Семеру — 3676 метров, что делает его самым высоким вулканом Явы. Вулкан является частью цепи вулканических гор, простирающихся от Северной Суматры до Малых Зондских островов. Вулканизм в Индонезии в основном связан с субдукцией Австралийской и Зондской плит. Самая старая запись об извержении датируется 1818 годом. Незначительное извержение Семеру произошло в январе 2021 года, о жертвах не сообщалось.
Извержение 4 декабря 2021 года стало последним в серии взрывных извержений вулкана с 2014 года. Недавние извержения вулкана сопровождались пирокластическими потоками, шлейфами извержения и лавинами с различным мусором и обломками.

### Прошлые происшествия
Самое смертоносное извержение Семеру произошло 29 августа 1909 года, когда пирокластические потоки и лава уничтожили 38 населённых пунктов и 600—800 гектаров сельскохозяйственных угодий. Это извержение унесло 208 жизней. После этого извержения большая часть вулканической активности ограничивалась незначительными стромболианскими извержениями, но в 1993 году вулкан вновь извергся, унеся жизни 3 человек.
В мае 1981 года сильные дожди привели к переполнению кратерного озера на вершине вулкана, что вызвало внезапное наводнение. Примерно 26 деревень в шести округах серьёзно пострадали от наводнений. Официальное число погибших в результате наводнений 1981 года составило 251 человек, ещё 120 человек пропали без вести, 152 ранены.

## Извержение

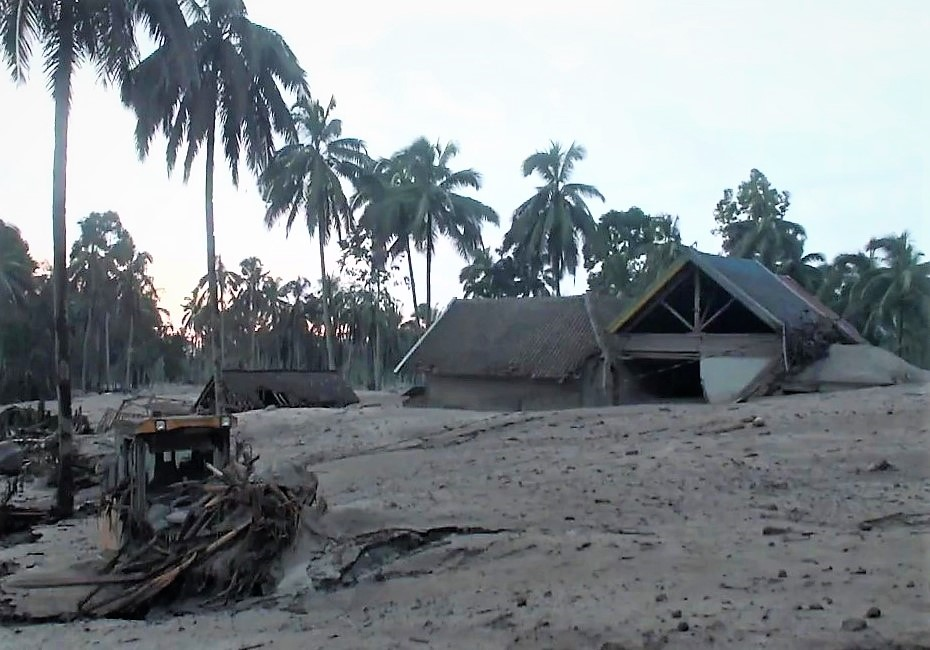
Деревня, покрытая вулканическим пеплом после извержения Семеру

### События
Извержение началось 4 декабря 2021 года в 14:50 по местному времени, выбросив облако вулканического пепла на высоту 12 000 метров. Считается, что извержение началось, когда вулканический купол обрушился из-за интенсивных осадков. Вулканолог из Технологического института Бандунга заявил, что поток обломков извержения был скоплением материала от прошлых извержений. Проливные дожди разрушили вулканический материал на вершине, дестабилизировав лавовый купол.
Согласно отчёту геологического департамента Министерства энергетики и минеральных ресурсов, высота шлейфа могла достигать 45 километров, в СМИ также сообщают о высоте не более 11 километров. Продолжаются исследования для определения высоты шлейфа.
В течение 24 часов после основного обрушения лавового купола последовали три более мелких извержения. Первое меньшее извержение началось 6 декабря в 07:18 по местному времени. Это извержение вызвало пирокластические потоки и потоки лавы, которые спустились вниз 2,5 километра вниз по склону. Спасатели были вынуждены приостановить операцию из-за продолжающихся извержений.

### Хронология
| Дата       | Описание |
| ---------- | --- |
| 4 декабря  | Извержение началось в 14:50 по местному времени. Облако вулканического пепла выбрасывается на высоту 12 000 метров. В течение 24 часов после первого извержения последовали три небольших.                              |
| 5 декабря  | По меньшей мере два пирокластических потока были зарегистрированы в 05:13 и 10:00 по местному времени. |
| 6 декабря  | Небольшое извержение произошло утром 6 декабря, в 07:18 по местному времени. Извержение вызвало пирокластические потоки и потоки лавы. Спасатели были вынуждены приостановить операции из-за продолжающихся извержений. |
| 7 декабря  | В 01:14 по местному времени, был замечен шлейф извержения, поднявшийся по меньшей мере на километр. Второе и третье извержение произошли в 02:44 и 05:54 соответственно.                                                |
| 8 декабря  | В 00:01 по местному времени произошло извержение, высота столба пепла достигла 500 метров. |
| 9 декабря  | Был зафиксирован дым, поднимающийся на несколько сотен метров над жерлом вулкана. |
| 10 декабря | Произошло извержение, образовались два пирокластических потока. |
| 11 декабря | Сообщалось о землетрясениях и нескольких пирокластических потоках. Был замечен дым, поднимающийся на 500—1000 метров над кратером.                                                                                      |
| 16 декабря | Восстановительные работы были прекращены в связи с пирокластическими потоками. |
| 19 декабря | Зарегистрировано извержение, столб пепла поднялся на 2 километра. |
| 20 декабря | Зарегистрирован шлейф извержения, поднявшийся на высоту 1,5 километра. Уровень вулканической опасности повышен до III уровня.                                                                                           |

### Ранние предупреждения об извержении
По данным Центра вулканологии и смягчения геологических опасностей (PVMBG), предупреждения о возможном извержении были отправлены через WhatsApp за четыре дня до извержения (1 декабря). 2 декабря также были отправлены предупреждения, в которых советовалось не приближаться к вулканическому кратеру. Жители деревни, однако, заявили, что не получали никакого раннего предупреждения о крупном извержении. Они добавили, что PVMBG не выпускала никаких предупреждений и не информировала жителей об извержении. PVMBG подверглась резкой критике со стороны жителей и в социальных сетях за слабое управление и неспособность проинформировать жителей об извержении. Система предупреждения, установленная в деревнях, также не функционировала.

## Последствия

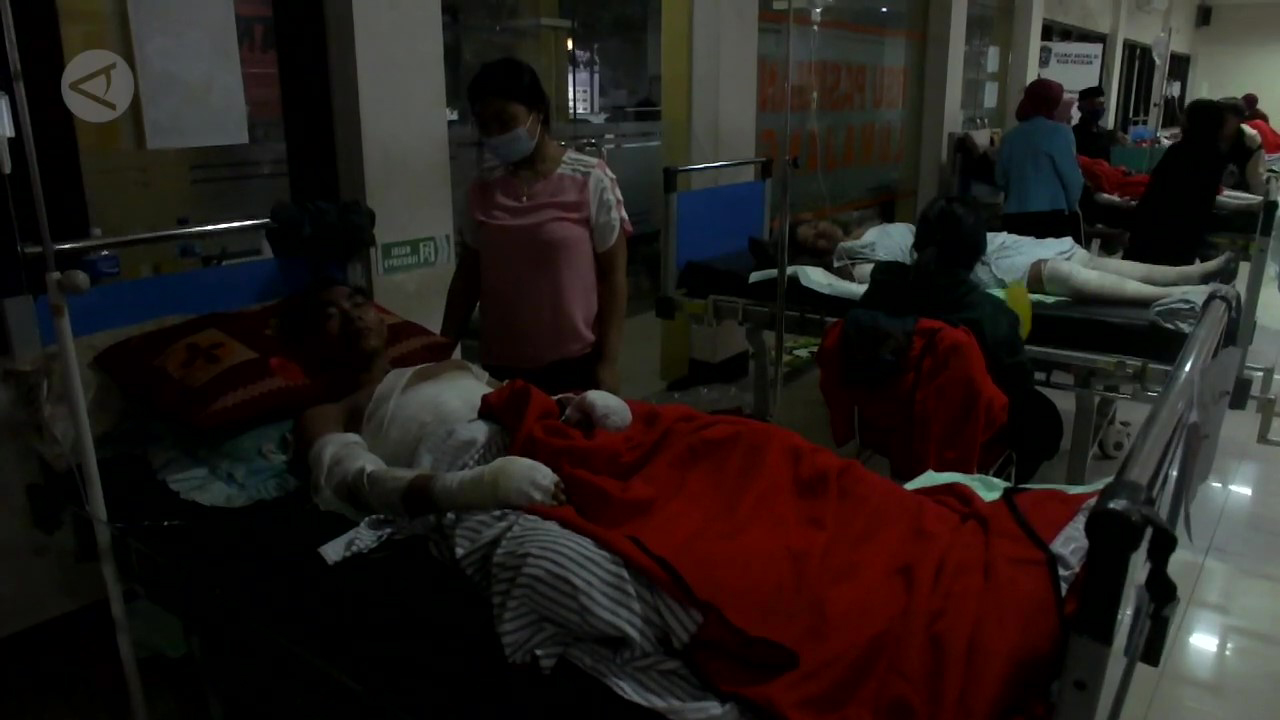
Раненые в результате извержения

### Жертвы и раненые
Первоначальные сообщения подтвердили трёх человек: владельца местного магазина и двух шахтёров, пропавших без вести, когда мост Гладак-Перак в Лумаджанге обрушился из-за лахара. Вскоре это число увеличилось до 9.
Более 40 человек были серьёзно ранены из-за пирокластических потоков. Причём четверо пострадавших были доставлены в отделение интенсивной терапии с тяжелыми травмами. В общей сложности 38 человек были доставлены в медицинский центр Пенанггала. Ещё 10 шахтеров на песчаной шахте оказались в ловушке, и первоначальная попытка спасти их не увенчалась успехом.

### Ущерб
По данным Национального агентства Амиль Закят, ущерб от извержения домам, общественной инфраструктуре, местным предприятиям и другим строениям оценивается в 310 миллиардов рупий.

### Эвакуация
К полудню вторника, 7 декабря, число эвакуированных выросло до 3 697 человек. К вечеру число эвакуированных возросло до 4250.
По состоянию на 9 декабря 6542 человека в 121 населенном пункте были эвакуированы. Многие из пострадавших, по меньшей мере 2 331 человек, были родом из Кандипуро. В Пасириане было эвакуировано в общей сложности 1307 человек. Несколько сотен жителей также были эвакуированы в Пронодживо, Темпе и Сукодоно. Также было убито по меньшей мере 2 990 коз, овец, крупного рогатого скота и других животных. Повреждён тридцать один объект инфраструктуры.